# ZIG ZAG セブンティーン/Gジャンブルース
「ZIG ZAG セブンティーン/Gジャンブルース」（ジグザグセブンティーン/ジージャンブルース）は、シブがき隊が1982年10月28日にリリースした3枚目のシングル。

## 解説
当初「ZIG ZAG セブンティーン」をA面として発売したが「Gジャンブルース」の評判が良かったため、1983年1月1日に両A面扱いとなった。
その際に「Gジャンブルース」をメインとするジャケットに変更された（レコードのレーベル面は同じ）。
ジャケットが変更後にヒットチャートを再浮上してロングセラーとなったため、シブがき隊のシングルとしては最大の売上を記録している。

## 収録曲
作詞：三浦徳子、作曲・編曲：井上大輔（特記以外）
1. ZIG ZAG セブンティーン
2. Gジャンブルース
  - 編曲：沢健一